# Indre (Loira Atlàntic)
|  | Per a altres significats, vegeu «Indre (desambiguació)». |

Localització d'Indre (Loira Atlàntic)

Indre (Antr o Endrez en bretó) és una comuna francesa del departament del Loira Atlàntic a la regió del País del Loira. L'any 2006 tenia 3.688 habitants. Limita al nord-oest Couëron, al nord-est amb Saint-Herblain, al sud-oest amb Saint-Jean-de-Boiseau, al sud amb La Montagne i al sud-est Bouguenais.

## Administració
| Període   | Identitat         | Partit        |
| --------- | ----------------- | ------------- |
| 2001-2006 | Alcide Maquaire   | PS            |
| 2006-     | Jean-Luc Le Drenn | Divers gauche |